# 바르샤바의 밤
바르샤바의 밤(The Night Of The Generals)은 프랑스에서 제작된 아나톨 리트박 감독의 1967년 범죄, 드라마, 미스터리, 스릴러, 전쟁 영화이다. 피터 오툴 등이 주연으로 출연하였고 샘 스피겔 등이 제작에 참여하였다.

## 출연

### 주연
- 피터 오툴
- 오마 샤리프

### 조연
- 톰 커트니
- 도널드 플레젠스
- 조안나 페테
- 필립 느와레

## 제작진
- 미술: 알렉상드르 트로너
- 의상: 로신느 델라마르
- 배역: 마고트 카펠리어
- 배역: 모드 스펙터